# Tinitus

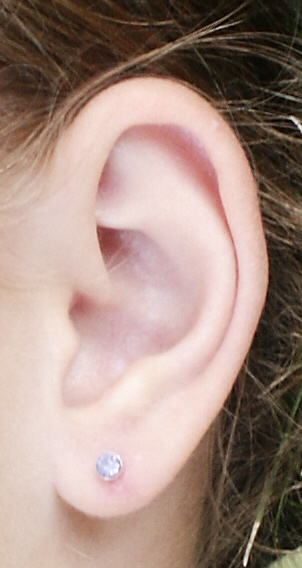

Tinitus este termenul medical ce denumește auzirea unui sunet atunci când nicio sursă externă nu este prezentă. Cel mai des este descris ca un țiuit, dar se mai poate manifesta drept un sunet ca un click, șuierat sau răcnet. O altă, dar rară, versiune o reprezintă vocile sau muzica estompate . 
Sunetul poate fi ușor sau tare, grav sau ascuțit, și poate să pară că provine de la o ureche sau ambele.  La unii oameni, sunetul provoacă depresie sau anxietate, și poate interfera cu concentrarea.
Tinitus nu este o boală, ci un simptom care poate rezulta din numeroase cauze. Una dintre cele mai comune cauze este zgomotul indus de pierderea auzului. Alte cauze includ infecții ale urechii, boli ale inimii sau vaselor de sânge, sindromul Ménière, tumori cerebrale, stresul, anumite medicamente, o rană la cap și dopuri de ceară (cerumen).